# Hlavná
Hlavná (německy Haupt) je malá vesnice a část obce Žampach v okrese Ústí nad Orlicí. Nachází se asi 1,5 kilometru jihozápadně od Žampachu. Hlavná leží v katastrálním území Žampach o výměře 5,56 km².

## Historie
První písemná zmínka o vesnici pochází z roku 1309.